# Monophonie (Elektroakustik)

Zeichen für 1.0 Sound, mono

Monophonie (v. griech. μόνος, monos = „eins“ und φωνή, phone = „Klang“) bedeutet Einkanaltechnik in der Elektroakustik.
Der Begriff wird in Abgrenzung zur Stereofonie oder Zweikanaltechnik für Tonaufnahme- und Wiedergabetechniken verwendet, die mit nur einem Tonkanal auskommen und daher keinen Raumklang wiedergeben können.

Sinnbild nach IEC 60417: Monofon

Die Monophonie war von Beginn der Tonaufzeichnung mittels Phonographen und Schellackplatten bis zur Entwicklung der Stereofonie in den 1950er Jahren der Normalfall der Tonkonservierung. Bis in die 1960er Jahre hinein wurden zahlreiche Tonträger parallel in einer Mono- und in einer Stereo-Abmischung veröffentlicht. Ende der 1960er Jahre hatten die Stereo-Ausgaben ihr Mono-Pendant weitgehend verdrängt.